# أديم (جيولوجيا)

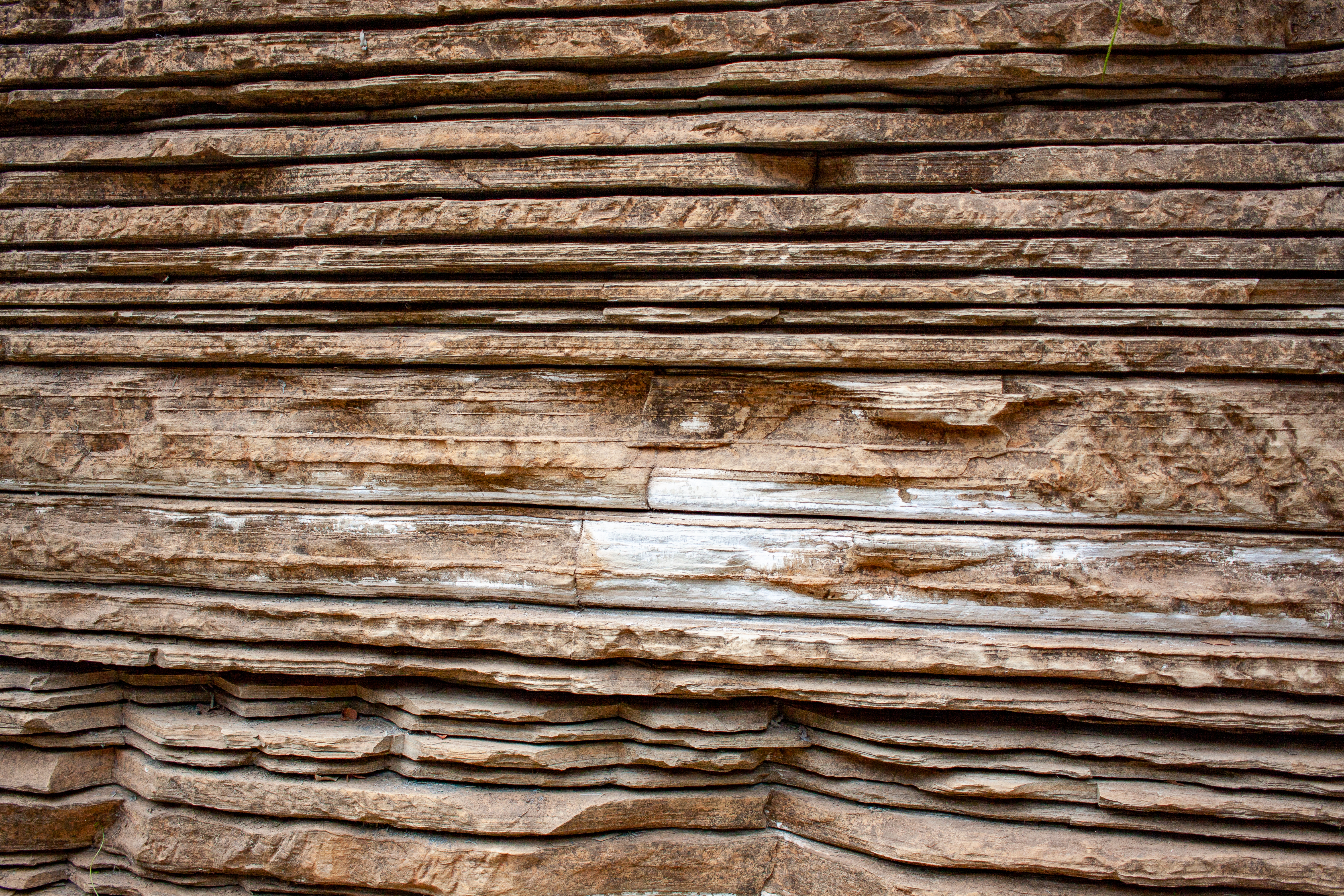
أُدم من الصخور الرسوبية في باركي جيولوجيكو دو فارفيتو، إيتو، ساو باولو ، البرازيل

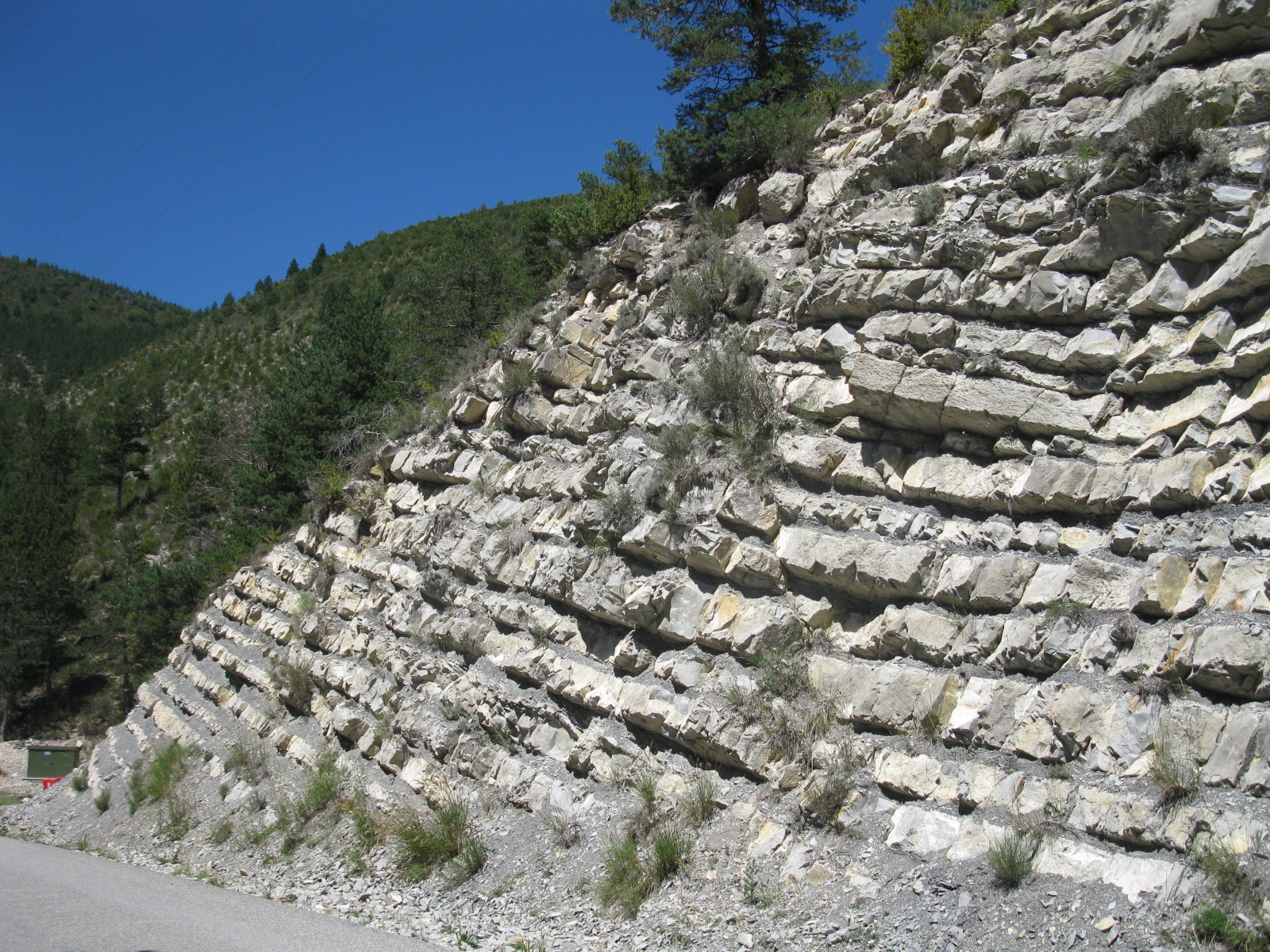
كانت الأُدم الأفقية من الصخور الرسوبية في الأصل مائلة بسبب تكون جبال الألب ، في ، فرنسا.

الأديم أو الأساس أو المهد الطبقة (بالإنجليزية: Bed)‏ في الجيولوجيا، طبقة من الرواسب أو الصخور الرسوبية أو الصخور البركانية "تحدها من الأعلى والأسفل أسطح أُدم محددة بشكل أو بآخر". على وجه التحديد في علم الرواسب، يمكن تعريف الأديم بإحدى طريقتين رئيسيتين. أولاً، استخدم كامبل ورينك وسينغ مصطلح الأديم (Bed) للإشارة إلى طبقة مستقلة عن السمك تشتمل على طبقة متماسكة من الصخور الرسوبية أو الرواسب أو المواد الحمم البركانية التي يحدها من الأعلى والأسفل أسطح تُعرف باسم مستويات الأديم. بموجب هذا التعريف للأديم، فإن الرقيقة أُدم صغيرة تشكل أصغر الطبقات (المرئية) من التسلسل الهرمي وغالبًا، ولكن ليس دائمًا، تشتمل على أديم داخليًا.
بدلاً من ذلك، يمكن تعريف الأديم بالسمك حيث يكون الأديم طبقةً متماسكة من الصخور الرسوبية أو الرواسب أو المواد الحمم البركانية التي يزيد سمكها عن 1 سم، والراق أو الرقيقة طبقةٌ متماسكة من الصخور الرسوبية أو الرواسب أو المواد الحمم البركانية التي يقل سمكها عن 1 سم.
تُستخدم هذه الطريقة لتعريف الأديم (بالإنجليزية: Bed)‏ مقابل الرقيقة (بالإنجليزية: lamina)‏ بشكل متكرر في الكتب المدرسية، على سبيل المثال: كولينسون وماونتن (Collinson & Mountney) أو ميال(Miall). كلا التعريفين لهما ميزة وسيعتمد اختيار أي منهما على تركيز الدراسة المحددة على أساس كل حالة على حدة.
في الجيولوجيا، سطح الأديم (بالإنجليزية: bedding surface)‏ هو إما سطح مستو، أو شبه مستو، أو سطح متموج أو منحني ثلاثي الأبعاد يفصل بشكل واضح كل طبقة متتالية (من نفس الحجرية أو مختلفة) عن الطبقة السابقة أو التالية. عندما تحدث أسطح الأديم على شكل مقاطع عرضية، على سبيل المثال، في وجه منحدر عمودي ثنائي الأبعاد للطبقات الأفقية، غالبًا ما يشار إليها باسم ملامسات الأدم (بالإنجليزية: bedding contacts)‏. ضمن تعاقبات متوافقة، كان كل سطح الأديم بمثابة سطح ترسيب لتراكم الرواسب الأصغر سنا.
عادةً، ولكن ليس دائمًا، تسجل أسطح الأديم التغيرات في معدل أو نوع الرواسب المتراكمة التي كونت الأديم الأساس. عادةً ما تمثل إما فترة من عدم الترسيب، أو اقطاع التعرية، أو التحول في نظام التدفق أو الرواسب، أو التغيير المفاجئ في التركيب، أو مزيج من هذه نتيجة للتغيرات في الظروف البيئية. ونتيجة لذلك، يُفسر الأديم عادةً، ولكن ليس دائمًا، على أنها تمثل فترة زمنية واحدة عندما تتراكم الرواسب أو المواد الحمم البركانية أثناء الظروف البيئية القديمة الموحدة والثابتة. ومع ذلك، قد تكون بعض أسطح الأديم ميزاتُ ما بعد الترسيب إما شُكلت أو عُززت بواسطة عمليات التحوير أو التجوية.
تتحكم العلاقة بين أسطح الأديم في الهندسة الإجمالية للأديم. في أغلب الأحيان، تكون الأسطح السفلية والعلوية للأدم متوازية بشكل جزئي مع بعضها البعض. ومع ذلك، فإن بعض أسطح الأديم تكون غير متوازية، على سبيل المثال، متموجة أو منحنية. تؤدي المجموعات المختلفة من أسطح الأديم غير المتوازية إلى أُدم ذات أشكال هندسية متباينة على نطاق واسع مثل الأُدم المنتظمة الجدولية، والأسِرَّة الجدولية العدسية، والأُدم المنحنية، والأُدم الإسفينية، وغير المنتظمة.
تشمل أنواع الأدم أدم متقاطعة ‏ وأدم متدرجة ‏. لا تُوضع الأدم المتقاطعة أو "المجموعات" بشكل أفقي وتتشكل من خلال مزيج من الترسبات المحلية على الأسطح المائلة للتموجات أو الكثبان الرملية والتعرية المحلية. تُظهر الأُدم المتدرجة تغيرًا تدريجيًا في أحجام الحبيبات أو الصخور من جانب واحد من الأديم إلى الجانب الآخر. يحدث التصنيف الطبيعي عندما تكون هناك أحجام حبيبات أكبر على الجانب الأقدم، بينما يحدث التصنيف العكسي عندما تكون هناك أحجام حبيبات أصغر على الجانب الأقدم.